# Snihurivka, Pervomaiske
Snihurivka (în ucraineană Снігурівка) este un sat în comuna Ostrovske din raionul Pervomaiske, Republica Autonomă Crimeea, Ucraina.

## Demografie
Componența lingvistică a localității Snihurivka
     Tătară crimeeană (48,38%)
     Ucraineană (30%)
     Rusă (20,27%)
Conform recensământului din 2001, nu exista o limbă vorbită de majoritatea populației, aceasta fiind compusă din vorbitori de tătară crimeeană (48,38%), ucraineană (30%) și rusă (20,27%).